# Je chante pour Swanee
Albums de Sylvie Vartan
J'ai un problème
(1973) Shang shang a lang
(1974)
Je chante pour Swanee est le 12e album (et aussi une chanson) de Sylvie Vartan sortie en 1974 en LP 33 tours, et en K7 audio.

## Liste des titres
1. Ziegfeld folies
2. Doulidoulidam (duo avec Daniel Gélin)
3. Les petites filles modèles (trio avec Chantal Goya et Micha Bayard)
4. La peinture en couleurs (duo avec Jean-Jacques Debout)
5. Laurel et Hardy (duo avec Carlos)
6. Indiana
7. Baby Capone
8. Bulle bulle
9. La légion (accompagnée avec Carlos et Pierre Billon)
10. Paris Sylvie
11. Je chante pour Swanee